# バンジージャンプ

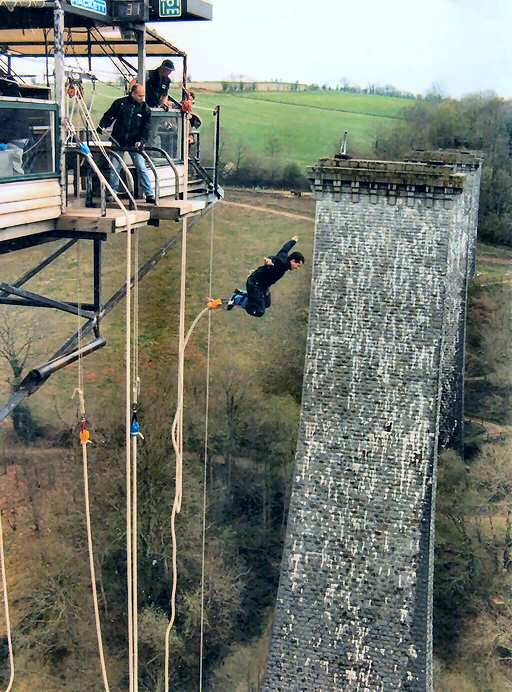
バンジージャンプ、フランスのノルマンディーにて

バンジージャンプ (英語：Bungee jumping, Bungy jumping, Bunjee jumping) は、高層ビルや橋の上などの高所から命綱一本で飛び降り、そのフォームの美しさなどを競うエクストリームスポーツ、またはアトラクション。
その起源はバヌアツ共和国のニューヘブリディーズ諸島にあるペンテコスト島で通過儀礼として行われるナゴール（ランドダイビング）といわれる。

## 近代的バンジージャンプの成立
バンジー (bungy) とは英語のニュージーランド方言でゴムひものこと。1979年4月1日、英国オックスフォード大学のデンジャラス・スポーツ・クラブのメンバー3名が、バヌアツでの通過儀礼に影響を受け、英国ブリストルにある高さ76mのクリフトン吊橋からジャンプしたのが、近代的バンジージャンプの初の例とされる。
その後、ニュージーランド出身のA. J. ハケットが、安全にジャンプする方法を考案した結果、1980年代中盤に超伸縮素材のゴムひもを作成。1986年11月にそのゴムひもをパラシュートのハーネスに繋ぎ、オークランドのアッパー・ハーバー・ブリッジから初のジャンプを敢行した。その後、ニュージーランド各地の橋からのダイブを成功させ、アッパー・ハーバー・ブリッジからの2度目のジャンプでは、ハーネスを足首付近に巻くスタイルでのジャンプを成功させた。さらに1987年6月26日には、フランスの首都パリにあるエッフェル塔からのジャンプを成功させた後に逮捕され、短期間だが収監されたことで有名となる。
ハケットは1988年に自らの名を冠した会社「A. J. Hackett Bungy」を立ち上げ、ニュージーランド南島のオタゴ地方、クイーンズタウン郊外にあるカワラウ渓谷吊り橋で、一般向け競技（エクストリームスポーツ）としてバンジージャンプを始めた。同社はその後、オーストラリア、フランス、ロシア、ドイツ、アメリカ合衆国、メキシコ、インドネシア、マカオ（マカオタワー）などにも事業を展開した。
ハケット自身も、1990年にはヘリコプターからのジャンプ、2006年には先述のマカオタワーからの初のジャンプ、2007年にはマレーシアでヘリコプターから初の1,000m超となる1,499.6mのジャンプにいずれも成功。2017年にはニュージーランドのアドベンチャー・ツーリズムへの貢献を評価され、ニュージーランド・メリット勲章を授与されている。

## 亜種
逆バンジー（Reverse bungee）
バンジーロケットとも呼ばれる。一般のバンジージャンプとは逆にゴムの伸縮性を利用して下から打ち上げられるものであり、絶叫マシンに近い。ハーネスを装着して生身の状態で飛ぶものと、4点シートベルトまたは安全ハーネスが用意された座席に座って打ち上げられるものがある。バラエティ番組では前者、遊園地では後者のものが多い。現在世界一のものはアメリカフロリダ州オーランドのマジカル・ミッドウェイにある「スリングショット」で、地上115mまで打ち上げられる。
スカイコースター
ゴムロープではなくワイヤーを利用したアクティビティ。ハーネスを着用して腹這いの状態で高所まで巻き上げられ、カウントダウンと共にハーネスのロックを自ら外して落下する。落下後は大きくスイングされる。現在世界一のものはフロリダ州キシミーのFun Spot Americaにあり、地上91mの高さから落下する。
キャニオンスイング
日本ではバンジーブランコとも呼ばれる。スカイコースターと同様にワイヤーを利用したアクティビティ。ワイヤーで吊り下げられ、カウントダウンと共にワイヤーのロックを解除して落下後、大きくスイングされる。日本国内では唯一、埼玉県秩父市にある秩父ジオグラビティパークで体験できる。
紐無しバンジー
高所で仰向けに吊り下げられ、カウントダウンと共にワイヤーのロックを解除し、生身の状態でただ自由落下していくもの。下にはネットが用意されている。
スカイジャンプ
ハーネスを装着し、ガイドレールに沿って飛び降りる。機械で速度が制御されて一定の速度で降下するため、一般のバンジージャンプよりは恐怖感は少なめとなっている。中国のマカオタワーや、アメリカのストラトスフィアタワーにある。
VRバンジー
実際に飛び降りるのでなく、バーチャル・リアリティ (VR) で疑似体験するアトラクション。京都タワーが2018年に期間限定で「京都タワーVRバンジー 〜京のおばんじぃ はんなりジャンプ〜」を開設した。

## 世界の常設バンジージャンプ施設
マカオタワー（中華人民共和国）

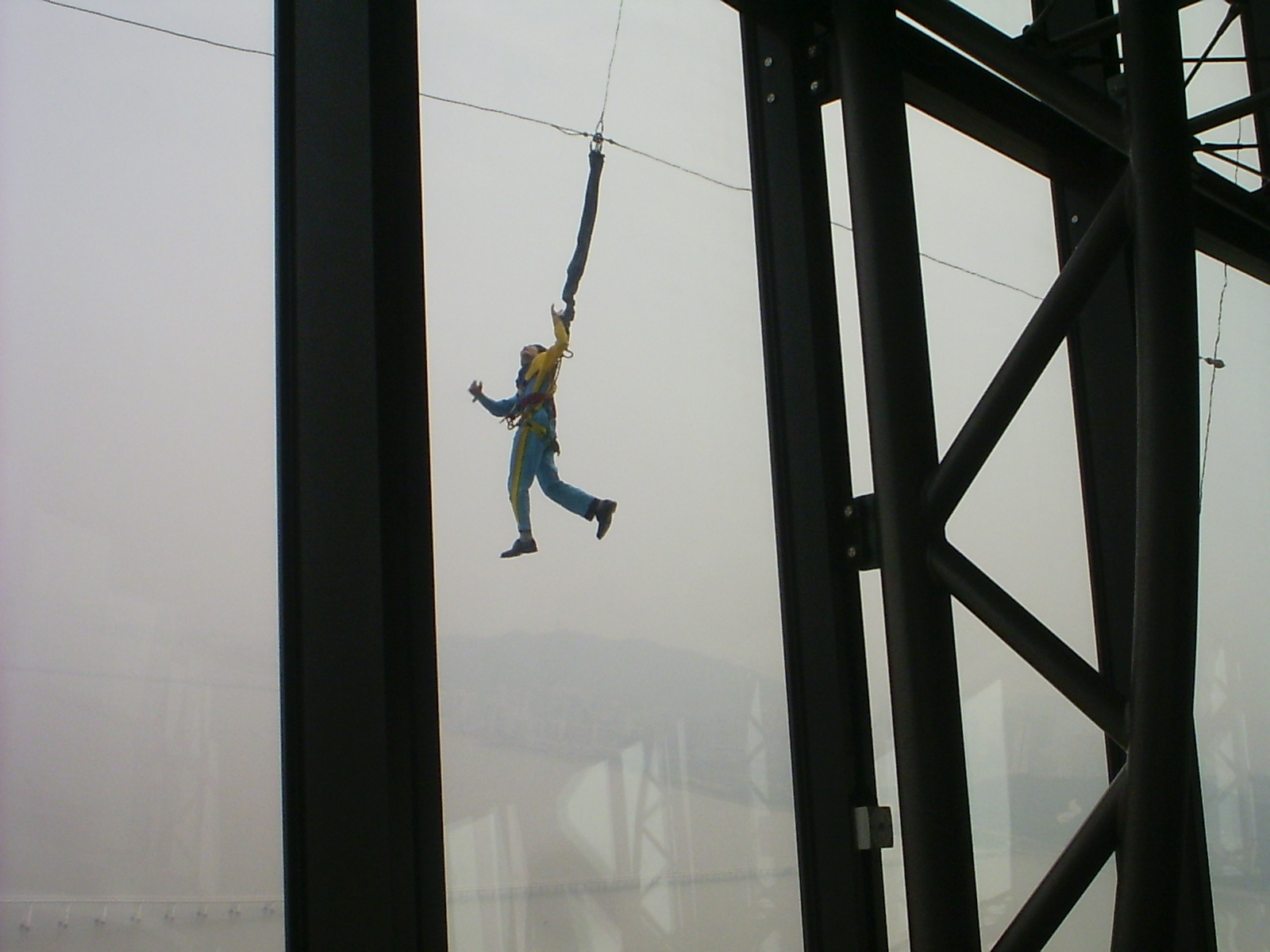
マカオタワーのバンジージャンプ

高さ338mのタワーのうち、233mの高さから飛び降りる。2021年現在、世界一の高さを誇るバンジージャンプでギネスブックにも登録されている。安全のためガイドケーブルが付いている。上述のハケット社が運営し、ニュージーランド政府によるアドベンチャースポーツ規範を採用するが、2018年には設備の誤作動により帰還中の客が1時間ほど宙吊りになり、低体温症を負った事故がある。また2023年にはジャンプを終えた日本人観光客が息切れを訴えて意識を失い、その後死亡が確認されたが、外傷はなかったと報じられる。
ヴェルザスカ・ダム（スイス）
220mの高さのダムに設置されたジャンプ台から飛び降りる。マカオタワーに次ぐ高さを誇り、ガイドケーブルがないバンジージャンプでは世界一の高さを誇る。制限時間が設けられており、10分以内に飛ばないと強制的にリタイヤとなる。また映画『007 ゴールデンアイ』では、スタントマンのウェイン・マイケルズがこのダム上からバンジージャンプを行っている。
ブロークランズ橋（南アフリカ共和国）
216mの高さにある橋の上から飛び降りる。
ヴィクトリアフォールズ橋（ザンビア・ジンバブエ国境）

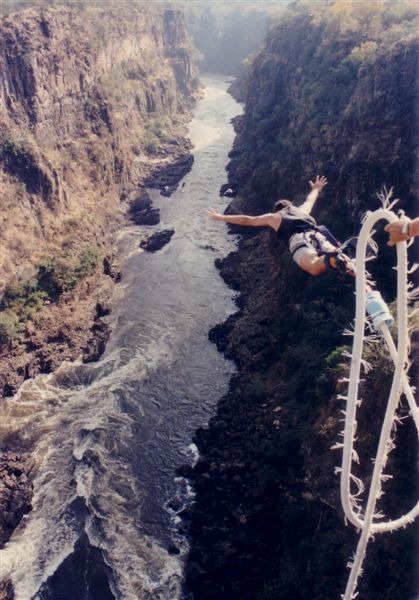
ヴィクトリアフォールズ橋でのジャンプ。

高さ111mの橋のほぼ真ん中（国境）の上にある台から飛び降りる。2011年12月31日にオーストラリア人がバンジージャンプを行った際に、ロープが切れて下を流れるザンベジ川に落下し切り傷を負うなどしたが、命に別状はなかった。
カワラウ橋（ニュージーランド）
高さ47mの橋の上から飛び降りる。素人が料金を支払って楽しむ形式のバンジージャンプの元祖。1989年の『史上最大!第13回アメリカ横断ウルトラクイズ』の第9チェックポイントの舞台となった。
パラバンジー（オーストラリア）
パラセーリングとバンジージャンプが一体化した海上のバンジージャンプ。モーターボートに引っ張られて上空150mのパラセーリングの後、そこからバンジージャンプを行う。
キャニオンスイング（ニュージーランド）
地上から150mの崖の上にあるジャンプ台から飛び降りる。ゴムではなくワイヤーであるため、落下した後は振り子のように大きくスイングする。落差は109m、スイング速度は時速150kmにも及ぶ。このアトラクションには様々な飛び方があることが大きな特徴で、後ろ向きに落とされる「ザ・バック」、自転車に乗った状態で落下する「ザ・バイク」、椅子に括り付けられた状態で後ろ向きに落とされる「ザ・チェア」などがあり、それぞれ恐怖度が設定されている。

## 日本

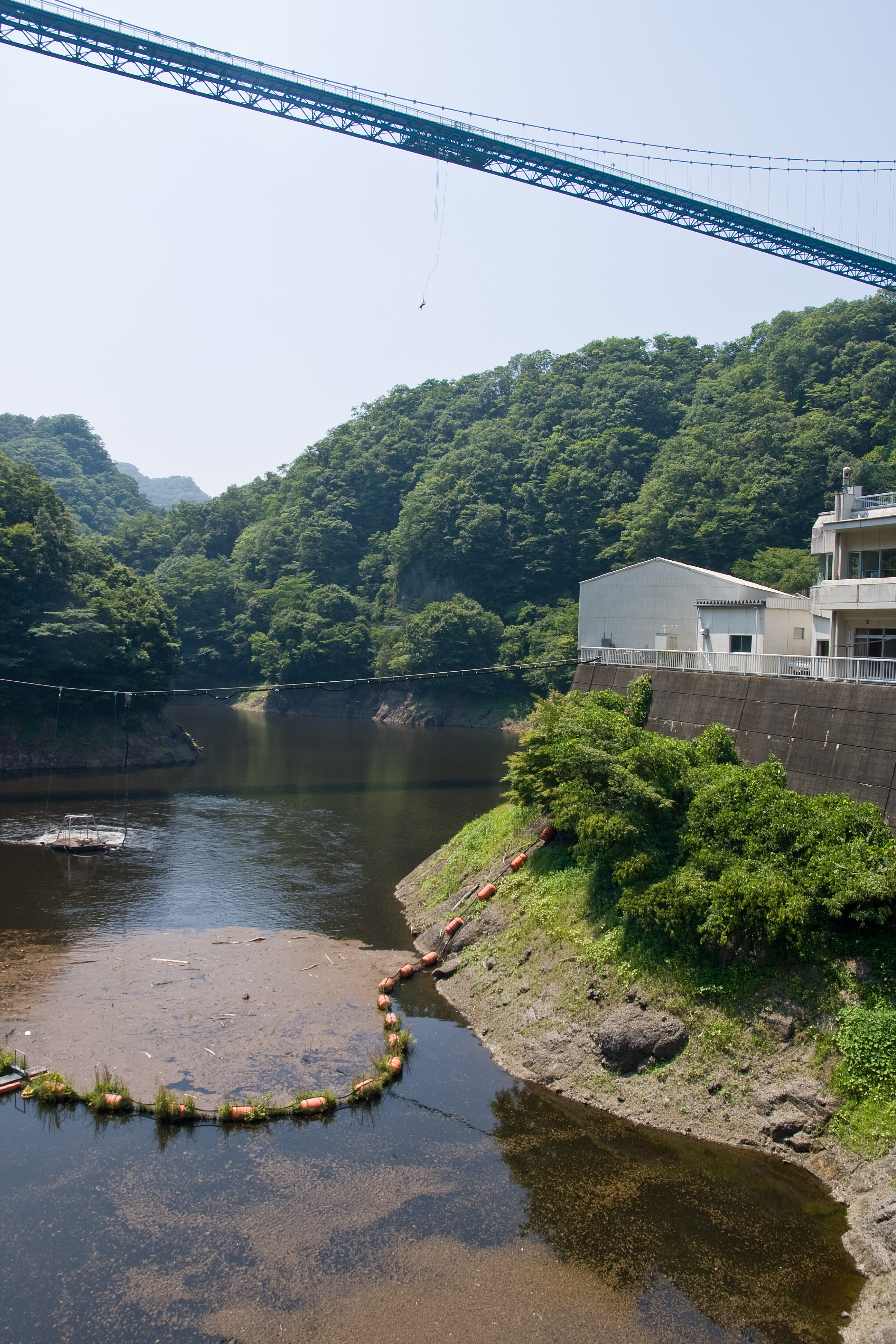
竜神バンジー
（茨城県常陸太田市）

日本では、遊園地や渓谷などにおけるアトラクションとして発達している。足首などをゴムロープで縛り、高所より飛び降りる。遊園地では常設の鉄塔が用意されハーネスを装着してその上から飛び降りるものが多い。ゴムロープであるため一度最下点まで達した後に空中で上下動を繰り返す。
1990年代後半から、バラエティ番組で主に罰ゲームとして放送されることが多くなった。クレーンなどで相当の高さからゴムロープを垂らし、そのロープを地上に伸ばして人の体に括り付け、押さえが外れるとその人がゴムの勢いで中空の高所に持ち上げられる、即ち「逆バンジー」もバラエティ番組などで用いられている（『ビートたけしのお笑いウルトラクイズ』など）。またTBSのバラエティ番組『DOORS』シリーズでは「IQバンジー」「バンジー7」など、アトラクション名に「バンジー」の付くものは失敗及び負けた場合罰ゲームとして逆バンジー、または通常のバンジーによって飛ばされるというものがある。

### 常設バンジージャンプ施設
日本国内の常設バンジージャンプ施設は、1994年に南知多グリーンバレイに開設されたものが最初である。
常設バンジージャンプを設置する施設
- よみうりランド - 22m
- マザー牧場「ファームバンジー」 - 21m
- 鷲羽山ハイランド - 30m
- 南知多グリーンバレイ - 20m

### ブリッジバンジージャンプ
ブリッジバンジージャンプとは、橋の上から跳ぶバンジージャンプのことである。日本国内の公式ブリッジバンジーは、1994年に山形県朝日村（現・鶴岡市）の「ふれあい橋」（梵字川・道の駅月山）上に開設されたものが最初である。
みなかみバンジー
群馬県利根郡みなかみ町にある、高さ42mの諏訪峡大橋の上から飛び降りるバンジージャンプ。当初は10月初旬に行われるイベントの一環として始まったが、現在は6月 - 11月の期間限定で行われている。
猿ヶ京バンジー
群馬県利根郡みなかみ町にある、高さ62mの赤谷水管橋の上から飛び降りるバンジージャンプ。
五木村アウトドアウィーク
熊本県球磨郡五木村にある、高さ77mの橋から飛び降りるバンジージャンプ。8月の最終週から1週間限定で行われている。
竜神バンジー
茨城県常陸太田市天下野（けがの）町にある、竜神大吊橋から飛び降りるバンジージャンプ。高さは100m。事前に予約が必要。ジャンプ下は湖面になっている為、ジャンプ後はウインチにより橋の上に引き上げられる。
富士バンジー
静岡県富士市比奈の大棚の滝に架かる須津渓谷橋から飛び降りるバンジージャンプ。高さは54mで、予約制。
八ッ場バンジー
群馬県吾妻郡長野原町にある、八ッ場大橋から飛び降りるバンジージャンプ。八ッ場ダム完成前の高さは106mで、開設当時は日本一の高さを誇っていたが、2020年のダム完成後は高さ45mに縮小されている。
岐阜バンジー
岐阜県加茂郡八百津町にある、新旅足橋から飛び降りるバンジージャンプ。高さは日本一の215m。事前に予約が必要で、ジャンプ時はウイングスーツを着用する。
キャニオンバンジー
埼玉県秩父市にある「秩父ジオグラビティパーク」内に開業。日本初となる、ジャンプ台がワイヤーで吊り下げられているバンジージャンプである。ジャンプ台へは隣接している吊り橋のアクティビティ「キャニオンウォーク」を渡っていく。

### 日本での事故
- 1995年9月10日、愛知県知多郡南知多町の「南知多グリーンバレイ」で、従業員が客に対しジャンプを指導していた最中に、跳ぶ番になり怖くなった客がためらった後、従業員の右腕をつかんでジャンプした。従業員は命綱を着けておらず、客に引っ張られた従業員は高さ約18.5mのジャンプ台から転落し即死した[11][12]。地面には縦9m・横6mの二層式エアマットがあったが、落下中に従業員の体が振られたため、マットから約50cm離れた芝生に叩き付けられた[11][12]。
- 1998年12月20日、大分県別府市の「城島後楽園ゆうえんち」で、逆バンジー「スカイショット」の座席がワイヤーから外れ、鉄塔に激突した後、コンクリートの地面に落下、客2人が重軽傷を負った[13]。
- 2002年6月22日、群馬県利根郡新治村（現：みなかみ町）の赤谷川に架かる水管橋に設けられた「猿ケ京バンジージャンプ場」で、約60mの高さから客がジャンプした際に、ゴムロープが伸びきった川面まで3mのところで、足首とゴムロープを繋ぐベルトから足首が抜け、深さ4mの川に落下し、顔などに軽傷を負った[14]。
- 2017年8月1日、長崎県佐世保市の「ハウステンボス」で、約20mの高さから客がジャンプした際に、ゴムロープが伸びきった反動で縮もうとした時に突然ゴムロープとジャンプ台を繋ぐワイヤーが切れ、客はマットに落ちた弾みで地面に落ち、肩などに軽傷を負った[15]。

## バンジージャンプに伴う疾患
バンジージャンプでは、衝突といった技術的な事故がなくとも、逆向きの姿勢、自由落下や急減速、息こらえなどを要因として、疾患が生じたと考えられている症例報告がある。この中には、バルサルバ網膜症など眼における疾患が多くを占めるが、頚動脈解離や硬膜下血腫といった血管における疾患、肺出血や気胸といった呼吸器における疾患、肩脱臼や腓骨神経麻痺といった整形外科的な疾患の報告がある。